# Капела Мађоре
Капела Мађоре је насеље у Италији у округу Тревизо, региону Венето.
Према процени из 2011. у насељу је живело 4151 становника. Насеље се налази на надморској висини од 116 м.

## Становништво
| 1951. | 1961. | 1971. | 1981. | 1991. | 2001. | 2011. |
| ----- | ----- | ----- | ----- | ----- | ----- | ----- |
| 3.211 | 3.501 | 3.740 | 4.046 | 4.171 | 4.412 | 4.677 |